# En Karusell
«En Karusell» (со швед. — «карусель») — песня шведского дуэта «Björn & Benny» (Бьорн Ульвеус / Бенни Андерссон), позже развившегося в группу ABBA. Ведущий вокал принадлежит Ульвеусу, Агнета и Фрида подпевают.
Композиция была записана 29 марта 1972 года. Любопытно, что сначала была записана англоязычная версия песни под названием «Merry-Go-Round», смешанная версия с заглавием на «швенглише» (En Carousel) и английским текстом и лишь в самом конце — полностью шведская версия.
Летом 1972 года песня под названием «En Karusell» была выпущена как сингл в Швеции; второй стороной послужила песня «Att finnas till» (со швед. — «существовать»). В шведском чарте Svensktoppen смогла участвовать только вторая сторона сингла, которая продержалась в чарте три недели и достигла 6-й позиции.
В июне 1972 года другая версия песни, «En Carousel», вышла в качестве сингла в Японии вместе с композицией «Tänk Om Jorden Vore Ung» в качестве стороны «Б». Стиг Андерсон — менеджер дуэта, а впоследствии и группы ABBA — надеялся, что композиция сможет повторить успех предыдущей композиции, «She's My Kind of Girl», которая неожиданно стала популярной среди японских слушателей. Однако «карусель» не смогла попасть в японские чарты.
Наконец, третья версия песни, «Merry-Go-Round», вышла в свет в качестве стороны «Б» для «People Need Love» — первого сингла, выпущенного квартетом ABBA, тогда имевшим длинное название «Björn & Benny, Agnetha & Anni-Frid».
«Merry-Go-Round» и «En Karusell» представлены на CD-переиздании альбома «Lycka» 2006 года.